# Hair band
Hair band syftar på rockband som särskilt betonar sin image, i synnerhet frisyrerna med långt lockigt/krulligt eller tuperat hår. Kläderna är oftast western-inspirerade, det vill säga jeans, boots och cowboyhatt. Musiken kan klassas som hårdrock och metal samt är en fortsättning på 1970-talets glamrock.